# Időkibővítő
Az Időkibővítő az Üzenet a jövőből – A Mézga család különös kalandjai című magyar rajzfilmsorozat nyolcadik része, a sorozat epizódjaként a Mézga család nyolcadik része.

## Cselekmény
A Mézga család egy várromnál kirándul, ahol Blöki egy kis kapargatás után talál egy régi pénzérmét. Habár Paula szerint ezek csak penészes érmék, Géza szerint biztos jó sokat érnek, ezért további ásásra bíztatják a kutyát. Csakhamar megjelenik egy őr (aki mint hivatásos hóhér ment nyugdíjba), és közli velük, hogy ezt hagyják abba, ugyanis már előfordult, hogy kutyák kapartak ki igencsak értékes ezüstpénzeket, amiket jogellenesen értékesítettek a feketepiacon.
Mikor rádöbbennek, hogy ezek a pénzek hatalmas értéket is képviselhetnek, elviszik Máris szomszédnak azokat. Ő meg is veszi tőlük, de fizetés helyett jóváírja Mézgáék tartozásából, a fennmaradó részt pedig másnapra ígéri.  Eközben Géza és Paula azon törik a fejüket, hogy szerezhetnének még több régi értékes érmét. Mikor Paula közli, hogy feltaláltak egy olyan készüléket, amivel meg lehet találni a kincseket, Gézának támad egy remek ötlete, és MZ/X segítségét kéri. Neki csak annyit mond, hogy szeretné egy régi várromban felkutatni az elásott ezüstöket, ezért MZ/X némiképp félreérti őket, és egy időgépet küld nekik, amit beállított a XIII. századra, hogy a maguk idejében szedhessék össze a rengeteg pénzt. Az időkibővítő csak 30 percig működik, utána mindannyian visszakerülnek a jelenbe.
Mézgáék elindulnak a várromhoz, és egy pillanatban bekapcsolják az időkibővítőt, aminek hatására visszakerülnek a XII. századba. Csakhamar megtámadják őket, nyilakkal lövik át az autót, ami bezuhan a vizesárokba. Az ómagyarul beszélő katonák parancsnoka beköti a szemüket és úgy viszi őket a várúr elé. A várúr szerint ők gaz ellenség, akik az ördög szolgái, ezért Gézát lefejezésre, Paulát pedig máglyán megégetésre ítélik. Géza, hogy mentse a bőrüket, ráuszítja Blökit a hóhérra, és mielőtt kivégezhetnék őket, visszakerülnek a jelenbe. A baj csak az, hogy a várrom belsejében vannak, és az őr, akivel legutóbb is találkoznak, felfedezi őket. Azt hiszi, hogy ezüstöt lopni jöttek, ezért üldözőbe veszi őket.

## Alkotók
- Rendezte: Nepp József
- Írta: Nepp József, Romhányi József
- Zenéjét szerezte: Deák Tamás
- Operatőr: Bacsó Zoltán
- Hangmérnök: Horváth Domonkos
- Vágó: Czipauer János
- Tervezte: Jankovics Marcell
- Háttér: Szoboszlay Péter
- Rajzolták: Kálmán Katalin, Révés Gabriella
- Animációs munkatárs: Gémes József
- Munkatársak: Ács Karola, Csonkaréti Károly, Hódy Béláné, Kiss Lajos, Kökény Anikó, Lőrincz Árpád, Paál Klára, Stadler János, Szabó Judit, Szántai Lajosné, Tormási Gizella, Zoltán Annamária
- Színes technika: Boros Magda, Dobrányi Géza, Fülöp Géza, Kun Irén
- Tanácsadók: Gáll István, Székely Sándorné
- Gyártásvezető: Kunz Román

Készítette a Magyar Televízió megbízásából a Pannónia Filmstúdió

## Szereplők
- Mézga Géza: Harkányi Endre
- Mézgáné Rezovits Paula: Győri Ilona
- Mézga Kriszta: Földessy Margit
- Mézga Aladár: Némethy Attila
- Dr. Máris Ottokár: Tomanek Nándor
- MZ/X: Somogyvári Rudolf
- Nyugdíjas őr: Gyenge Árpád
- Nagyságos úr a XIII. századból: Deák B. Ferenc
- Ispán a XIII. századból: Farkas Antal

## Címek más nyelven
| Nyelv   | cím olyan nyelven       | Bemutatási év     |
| ------- | ----------------------- | ----------------- |
| cseh    | Usměrňovač času         | 1976. február 14. |
| német   | Zeitversetzer           | ?                 |
| olasz   | Avventura nel medioevo  | 1980. június 20.  |
| román   | Reîntoarcerea în trecut | ?                 |
| szlovén | Posunovač času          | ?                 |

## Érdekességek
A részben boszorkányégetés is látható. A valóságban az epizódban említett II. (Vak) Béla magyar király nagybátyja, Könyves Kálmán a XII. században megszüntette a boszorkányüldözést és a boszorkányégetést.
Az őrről kiderül, hogy egy nyugállományban levő ítélet-végrehajtó, azaz egy nyugdíjas hóhér.  Ebből kiderül, hogy a Kádár-korszakbeli Magyarországon még volt halálbüntetés. Az országban utoljára 1988. július 14-én hajtottak végre halálos ítéletet.